# 共产主义运动“切·格瓦拉”—保加利亚
共产主义运动“切·格瓦拉”—保加利亚是保加利亚的一个共产主义组织。该组织成立于1991年。该组织的领袖是帕维尔·伊万诺夫。该组织的总部位于普罗夫迪夫。该组织隶属于保加利亚共产主义者联盟。